# Wabamun
Wabamun är en ort i Kanada.   Den ligger i provinsen Alberta, i den centrala delen av landet, 2 900 km väster om huvudstaden Ottawa. Wabamun ligger 721 meter över havet och antalet invånare är 661.
Terrängen runt Wabamun är huvudsakligen platt. Wabamun ligger nere i en dal. Runt Wabamun är det glesbefolkat, med 14 invånare per kvadratkilometer.. Närmaste större samhälle är Alberta Beach, 15,1 km nordost om Wabamun. 
Omgivningarna runt Wabamun är en mosaik av jordbruksmark och naturlig växtlighet.